# Taragot
Taragotul este denumirea a două instrumente de suflat din lemn distincte: un vechi instrument maghiar (cu ancie dublă și lipsit de clape, folosit pentru a emite semnale de luptă) și un altul, inventat în jurul anului 1900 pentru a suplini vechiul instrument (construit pe modelul saxofonului sopran – deci cu ancie simplă), evident instrumentul care a stat și la baza folclorului românesc.
În România, taragotul este foarte popular în majoritatea regiunilor, în special în zona Banatului și a Transilvaniei. El a fost adus din Ungaria în anii 1920.
Primul taragotist român a fost Nicolae Luță Ioviță, originar din Banat. Unul dintre cei mai apreciați taragotiști este românul Dumitru Fărcaș. Pera Bulz, taragotist din Vața de Jos (Taraful de la Vața) are distincția „Tezaur Viu” oferită de UNESCO în 2014 pentru întreaga sa carieră muzicală. Alți artiști care și-au dedicat viața taragotului, au fost celebrul Nelu Stângă (d. 1997), Ionel Coza (ambii colegi cu Pera Bulz la ansamblul folcloric Doina Crișului din Brad), Luca Novac (Banat), frații Iosif și Cosmin Golban din Chisoda (Banat).
Fabrica din Ungaria care producea taragoturi a fost ulterior închisă, dar prin anii '80 a fost deschisă o altă fabrică în București. Nici aceasta nu a funcționat prea mult și mai târziu a fost închisă.